# Toxogrammia
Toxogrammia là một chi bướm đêm thuộc họ Geometridae.